# Тучковы-Морозовы
Тучко́вы-Моро́зовы — древний дворянский род.
Род внесён в Бархатную книгу. Род внесён в VI часть родословных книг Санкт-Петербургской, Московской  и Ярославской губерний.

## Происхождение и история рода
Потомство боярина Василия Борисовича Морозова, по прозванию Тучко († 1481); его сын Михаил Васильевич († 1534) был боярином и дворецким, внук Михаил Михайлович († 1567) — окольничим.

Бархатная книга XV, 144:

РОДЪ ТУЧКОВЫХЪ

У 4 Михайлова сына Ивановича Морозова у Бориса дети: Василей Тучко, Да Иванъ Тучкожъ, Да Семенъ Брюхо, Да Федоръ Брюхожъ, бездетенъ.

У Василья Борисовича Тучка сынъ Михайло; у Великаго Князя Василья Ивановича былъ Бояринъ.

У Михайла Васильевича дети: Иванъ, бездетенъ, Да Василей, бездетенъ; у Царя и Великаго Князя Ивана Васильевича былъ Дворецкой Резанской. Да Михайло.

А у Ивана Тучка сынъ Василей, бездетенъ.

А у Семена Брюха сынъ Иванъ; у Царя и Великаго Князя Ивана Васильевича былъ Окольничей.

У Ивана сынъ Иванъ же, бездетенъ. И то колено пресеклось.
У родоначальника ветви было четыре сына: бояре Василий и Иван Борисовичи, называвшиеся Тучковыми, а также Семён и Фёдор Борисовичи, оба с прозванием Брюхо и от них произошли Брюховы. Михаил Васильевич Тучков ближайший боярин и дворецкий (1531) великого князя Василия Ивановича. Его сын рязанский дворецкий у царя Ивана Грозного. Ирина Ивановна Тучкова, жена боярина Юрия Захарьевича, является прабабкой московского патриарха Филарета Никитича. Михаил Михайлович, окольничий (1565). Мария Михайловна Тучкова, жена князя Михаила Михайловича Курбского и мать князя Андрея Михайловича Курбского.
Громкую известность при Екатерине II получил Алексей Васильевич Тучков (1729—1799).

## Описание герба

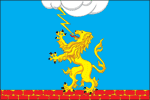
флаг Тучкова

Щит, разделённый перпендикуляром на две половины: в левой— в золотом поле изображён воин, держащий в правой руке копьё остриём вверх, а в левой — щит. В правой половине гербового щита — в лазурном поле леопард (стоящий на задних лапах лев), обращённый в левую сторону, и над ним из тучи молния.
Щит увенчан дворянским шлемом и короною. Намёт голубой подложен серебром. Герб рода Тучковых внесён в Часть 3 Общего гербовника дворянских родов Всероссийской империи, стр. 63.
Эмблема с правой половины герба перешла в герб и флаг пос. Тучково.

## Известные представители
- Тучков Иван Степанович — пожалован вотчиной (1623), воевода в Ладоге (1642)[3].
- Тучков Леонтий Петрович — стольник патриарха Филарета (1627-1629)[4].
- Тучков Иван Степанович — стряпчий (1636).
- Тучков Давыд Степанович — кашинец, пожалован вотчиной (1668).
- Тучков Никита Ермолаевич — владел поместьем в Данковском уезде (1677), женат на Тютчевой.